# Hebeloma ammophilum
Hebeloma ammophilum là một loài nấm ở Hymenogastraceae.